# Acmaeops smaragdulus
Acmaeops smaragdulus es una especie de escarabajo longicornio del género Acmaeops, tribu Lepturini. Fue descrita científicamente por Fabricius en 1793.
Se distribuye por Bielorrusia, China, Finlandia, Francia, Italia, Lituania, Mongolia, Noruega, Polonia, Rusia (isla de Sajalín), Siberia, Suecia y Suiza. Mide 6,5-12 milímetros de longitud. El período de vuelo ocurre en los meses de junio, julio y agosto.